# Marino Anesa
Marino Anesa (Vertova, 1948 – Milano, 8 maggio 2014) è stato un musicologo ed etnografo italiano.

## Biografia
Si è occupato a lungo di ricerche etnografiche ed etnomusicologiche, interessandosi soprattutto ai canti popolari e ai repertori narrativi tradizionali.

Negli ultimi vent'anni di attività ha concentrato la sua attenzione sul mondo delle bande musicali italiane, compiendo ricerche che hanno dato a esito numerose pubblicazioni tra le quali, nel 2004, il Dizionario della musica per banda: biografie dei compositori e catalogo delle opere dal 1800 ad oggi.
Roberto Leydi, etnomusicologo con il quale Anesa ha intrattenuto una costante collaborazione fondata sul comune interesse per la musica popolare, considerata anche nei suoi aspetti sociali, scrive di lui: «Un’attivitá musicale intensissima, che ha profondamente inciso nella cultura e nella vita di milioni di italiani (…) capace di superare e la cronaca biografica dei grandi e e l'astratta descrizione di quelli che riteniamo i prodotti dell’arte, per comporre finalmente il profilo della vicenda reale della musica (del fare musica e dell-ascoltare musica) nella nostra cultura e nella nostra vita».